# Štefan Plut
Štefan Plut, slovenski zdravnik * 1928, † 2016, Ljubljana

## Življenje in delo
Prim. mag. Štefan Plut, dr. med., specialist pediater se je rodil leta 1928 v Ljubljani. V osnovno šolo je najprej hodil v Kranju in nato v Ljubljani. Leta 1946 je z odliko maturiral na Klasični gimnaziji v Ljubljani in se jeseni istega leta vpisal na Medicinsko fakulteto v Ljubljani. Zaradi svojega svetovnonazorskega prepričanja je bil leta 1949 iz Medicinske fakultete izključen, kasneje sprejet nazaj; diplomiral je leta 1953. Opravil je specialistični izpit iz pediatrije. Svojo službeno pot je pričel na Jesenicah, kjer je ustanovil pediatrični oddelek in ga vodil vse do svoje upokojitve leta 1990. Bil je aktiven član Slovenskega zdravniškega društva, deloval v Zdravstvenem svetu Gorenjske, Republiškem svetu zdravstvenih delovnih organizacij in Gorenjskem zdravstvenem centru. Poučeval je na Srednji zdravstveni šoli na Jesenicah in za potrebe srednje medicinske šole napisal učbenik Anatomija in fiziologija človeka. Za svoje delo je prejel različna priznanja in odlikovanja.